# Raymond Louis Specht
Raymond Louis Specht (Adelaida, Australia, 19 de julio de 1924-Brisbane, Australia, 13 de febrero de 2021) fue un naturalista, ecólogo, botánico y explorador australiano.
Se desempeñó como profesor en la Universidad de Queensland
Ha realizado extensas exploraciones botánicas por Australia y Nueva Zelanda, entre 1945 a 1981. Especialmente en 1948 en la Expedición estadounidense-australiana a la "Tierra de Arnhem". Estudió botánica, ecología vegetal y etnobotánica de las comunidades originarias, y después cotejar esa información, formó parte del informe publicado en cuatro volúmenes de esa Expedición.

## Algunas publicaciones

### Libros
- raymond louis Specht, alison Specht. 2002. Australian Plant Communities: Dynamics of Structure, Growth and Biodiversity. Enviromental Science. Ed. Oxford University Press. 504 pp. ISBN 0195516540
- --------------------------. 1995. Conservation atlas of plant communities in Australia. 1.061 pp. ISBN 1875855122
- matthew p. Bolton, raymond louis Specht. 1983. A method for selecting nature conservation reserves. Nº 8 de Occasional paper. Ed. Australian National Parks & Wildlife Service. 32 pp. ISBN 064287803X
- raymond louis Specht. 1981. Heathlands and related shrublands: analytical studies. Volumen 2 de Heathlands and Related Shrublands. Ed. Elsevier Sci. 385 pp. ISBN 0444418105
- --------------------------, raymond lewis Specht, ethel m. Roe, valerie h. Boughton. 1974. Conservation of major plant communities in Australia and Papua New Guinea. Australian J. of Botany 7. 667 pp. ISBN 0643000941
- --------------------------, joseph garnett Wood. 1972. The vegetation of South Australia. Handbooks of the flora and fauna of South Australia. 2ª ed. Govt. Pr. 328 pp.

- 1958. Botany and plant ecology. Volumen 3. Ed. Melbourne University Press. 521 pp.

## Reconocimientos
- Profesor emérito de Botánica, Universidad de Queensland
- IBC "destacado intelectual del siglo 20"

Becas
- Fulbright Smith-Mundt y Carnegie, 1956
- Royal Society Nuffield Foundation Commonwealth Bursary, 1964
- Senior Fulbright Scholar, 1983

## Eponimia
- (Asteraceae) Peripleura spechtii (N.T.Burb.) G.L.Nesom[2]
- (Fabaceae) Tephrosia spechtii Pedley[3]
- (Pandanaceae) Pandanus spechtii H.St.John[4]

Tiene 71 registros IPNI de sus identificaciones y clasificaciones de nuevas especies vegetales.